# Кавадінешть
Кавадінешть, Кавадінешті (рум. Cavadinești) — село у повіті Галац в Румунії. Входить до складу комуни Кавадінешть.
Село розташоване на відстані 235 км на північний схід від Бухареста, 71 км на північ від Галаца, 125 км на південь від Ясс.

## Населення
За даними перепису населення 2002 року у селі проживали 1600 осіб, з них 1599 осіб (99,9%) румунів. Усі жителі села рідною мовою назвали румунську.